# 倒逆法
倒逆法（とうぎゃくほう、hysteron proteron）とは、「前後倒置」「反理倒置法」「先後倒叙」とも称し、概念の第1のキーワードが、第2のキーワードより時間的に後で起こる何かを言及する（つまり、時間の順序が逆になっている）修辞技法のこと。ゴールは、それが最初に置かれていることによって、より重要な概念として注意を促す。
論理学用語としては「不当仮定の虚偽」とも訳し、「論点先取」の一種である。
倒逆法の有名な例は、ウェルギリウス『アエネイス』の次の一文である（II.353）
- Moriamur, et in media arma ruamus（我等を死なせよ、そして戦いの渦中に飛び込ませよ）

## 語源
語源はギリシャ語のὕστερον, hústeron（後者）+πρότερον, próteron（前に）。

## 例
日常生活で出会う倒逆法では、「靴と靴下を履く」という表現がそうである。順番から言えば、「靴下」が「靴」より先である。
ホメロスの『オデュッセイア』の構造はより大規模に倒逆法を活用している。物語は最初、テレマコスが母ペーネロペーの求婚者に苦慮し、何年も行方不明の父オデュッセウスの消息を探し回るところから始まる（第1歌 - 第4歌）が、この場面は時間的には、物語全体のほとんど終わり近くで起きる出来事である。一方、オデュッセウスが（第5歌で）出てくるのは、カリュプソーの島で7年を経た時点である。『オデュッセイア』のこうした倒逆法の使用は現代の映画やフィクションでポピュラーな枠物語と共有する要素を持っている。
修辞技法である他に、倒逆法は自然や論理の順番を逆転させたシチュエーションを叙述することにも使われた。